# Rabenhof Theater

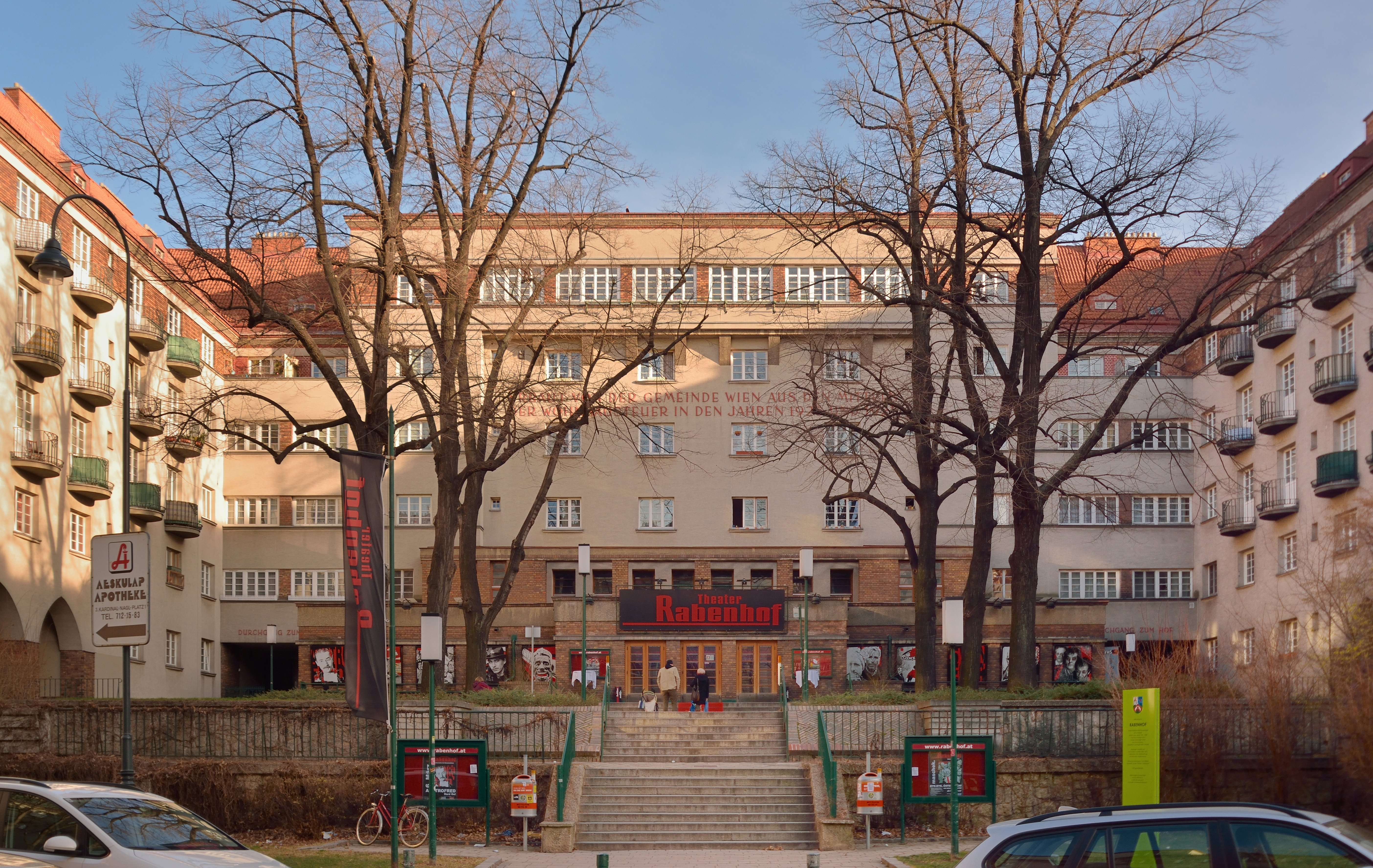
Das Rabenhof Theater im Ensemble des gleichnamigen Gemeindebaus (2014)

Das Rabenhof Theater ist ein Theater im 3. Wiener Gemeindebezirk Landstraße in der Rabengasse 3. 

## Geschichte

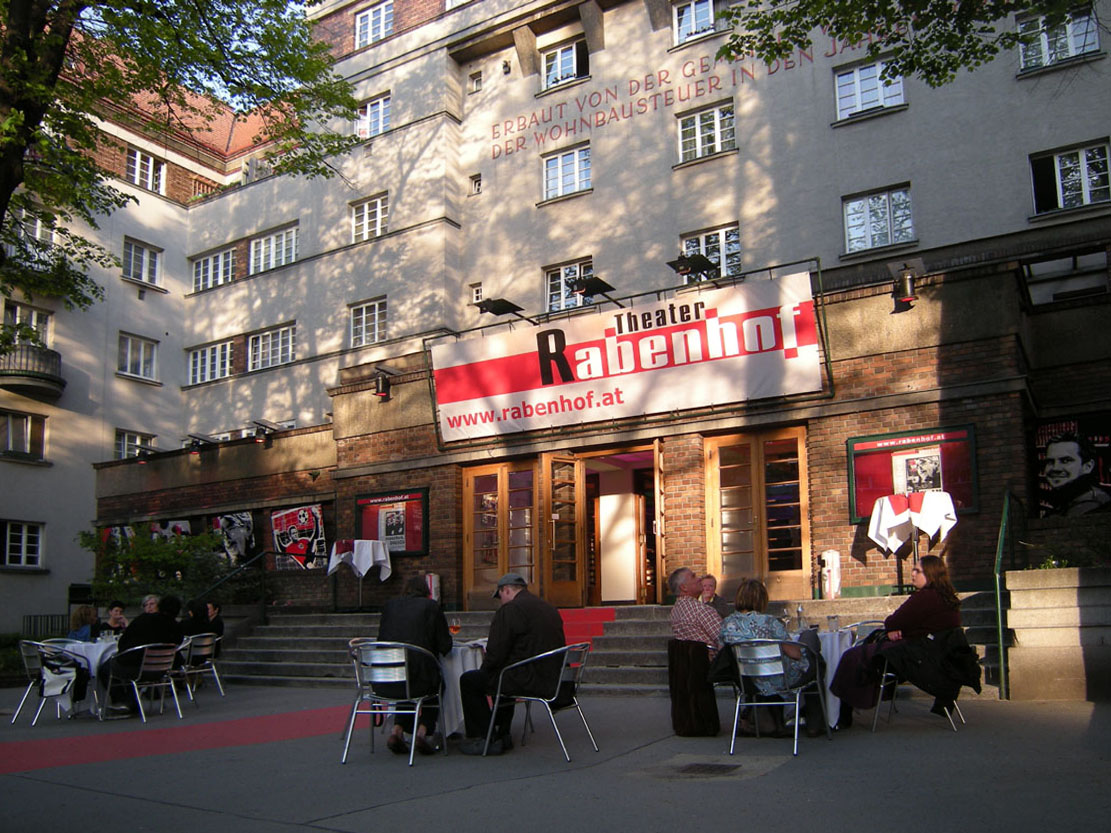
Rabenhof Theater, 2010

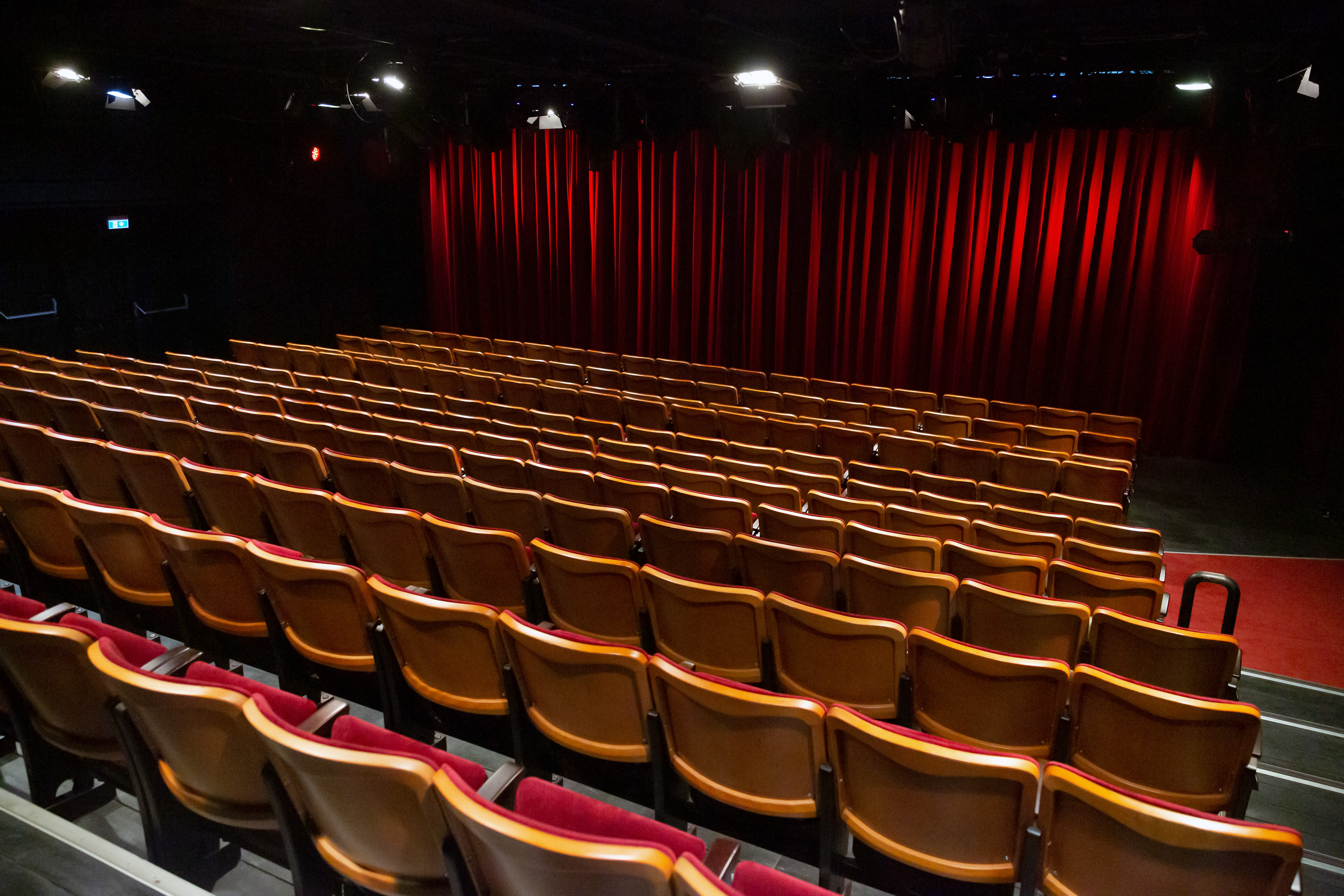
Zuschauerraum, 2019

Das Rabenhof Theater befindet sich inmitten der gleichnamigen Gemeindebauanlage im dritten Wiener Gemeindebezirk. Ab der Errichtung dieses sozialen Wohnbaus in den Jahren 1925 bis 1928 durchliefen die Räumlichkeiten des jetzigen Theaters mehrere Stadien und Veränderungen.
Zunächst als Kinderhort als auch als Gemeinschafts- und Veranstaltungsort für die Bewohner des Gemeindebaus geplant, wurden die Räumlichkeiten später zu einem kommerziell genutzten Kino umgebaut, das bis in das Jahr 1971 bestehen blieb.
Nachdem das Kino aufgrund mangelnder Auslastung und starker Konkurrenz geschlossen worden war, blieben die Räume über zehn Jahre so gut wie ungenutzt. Erst mit der Übernahme durch das Theater in der Josefstadt im Jahr 1988 und die Etablierung als dritte Spielstätte zog wieder ein regelmäßiger Kulturbetrieb ein. Unter den Josefstadt-Direktoren Otto Schenk und Robert Jungbluth wurde das ehemalige Kino zu einem Theatersaal mit 300 Sitzplätzen umgebaut.
Nachdem das Theater in der Josefstadt zu Beginn dieses Jahrtausends in erhebliche finanzielle Schwierigkeiten geraten war, mussten diverse Einsparungen getroffen werden – darunter auch die Auflösung der dritten Spielstätte.
Gegen Ende des Jahres 2000 übernahm schließlich der „Verein der Freunde und Förderer des Rabenhoftheaters“ unter der Obmannschaft des Wiener Theatermachers Karl Welunschek die Räumlichkeiten. Das Theater wurde am 31. Dezember 2000 eröffnet. Ab diesem Zeitpunkt war das Rabenhof Theater eine eigenständige Bühne.
Im Sommer 2003 übernahm schließlich Thomas Gratzer das Theater, wodurch ein künstlerischer als auch ein kaufmännischer Neustart des Hauses eingeleitet wurde. Seitdem hat sich das Rabenhof Theater zu einem Fixpunkt in der österreichischen Theaterlandschaft entwickelt.

## Architektur

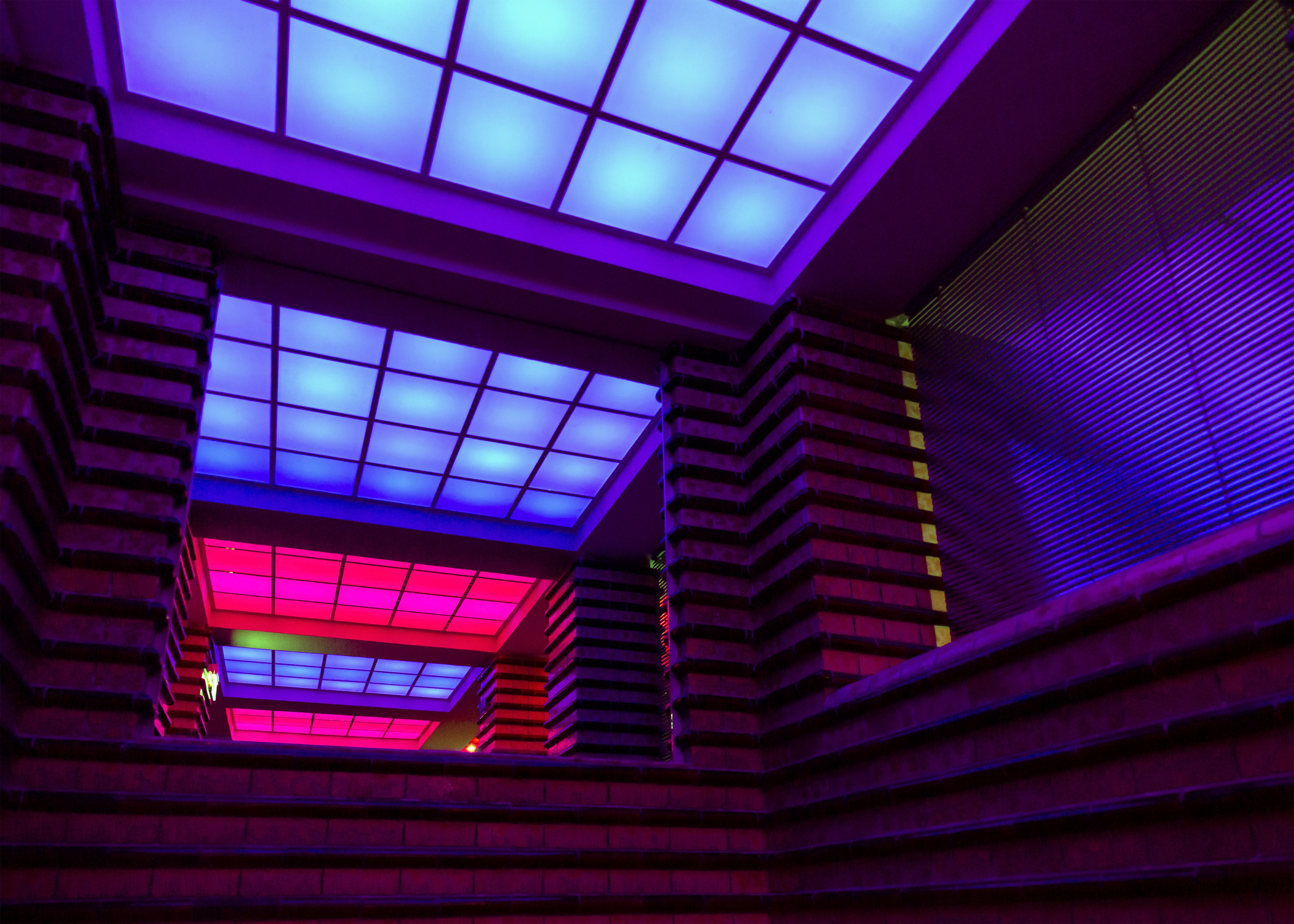
Lichtinstallation im Foyer, 2019

Im Jahre 1934 wurde der bisherige Festsaal in ein Kino umgebaut. Dazu wurde die Sichtachse im Saal um 180 Grad gedreht, ein Vorführraum angebaut und das Saaleingangskonzept den neuen Bedürfnissen angepasst und bis heute beibehalten. Der ehemalige Vorführraum beherbergt heute die Licht-, Ton- und Videotechnik des Theaters. Die Haupttreppen, das Foyer und die Pausenbereiche waren mit weinroten und gelben Fliesenbändern expressionistisch gestaltet. Diese Wandverkleidung war bis 2008 hinter einer Verschalung aus Rigipsplatten verborgen.
Bei den im Sommer 2008 durchgeführten Instandsetzungs- und Umbauarbeiten in Zusammenarbeit mit dem Bundesdenkmalamt Österreich wurden die Verkleidungen entfernt und die Fliesen von einem Keramikrestaurator repariert. Die Handläufe und Kaminverkleidungen aus Messing „in Machart der späten Wiener Werkstätte“ wurden ebenfalls instand gesetzt. Das Lichtkonzept im gesamten Publikumsbereich wurde erneuert, insbesondere im Foyer, wo die mit opaken Gläsern ausgestattete Kassettendecke durch ein steuerbares LED-System an die ursprüngliche Funktion als Oberlicht erinnert.
Im September 2008 wurde das Theater als „schönstes Wiener Pissoir der 1920er Jahre“, so Stermann & Grissemann bei dem Festakt, wiedereröffnet. Die vom Architekten Peter Achhorner geleiteten Arbeiten wurden im November 2008 vom Bundesdenkmalamt Österreich mit dem „Denkmal des Monats“ ausgezeichnet.

## Das Programm und künstlerische Konzept

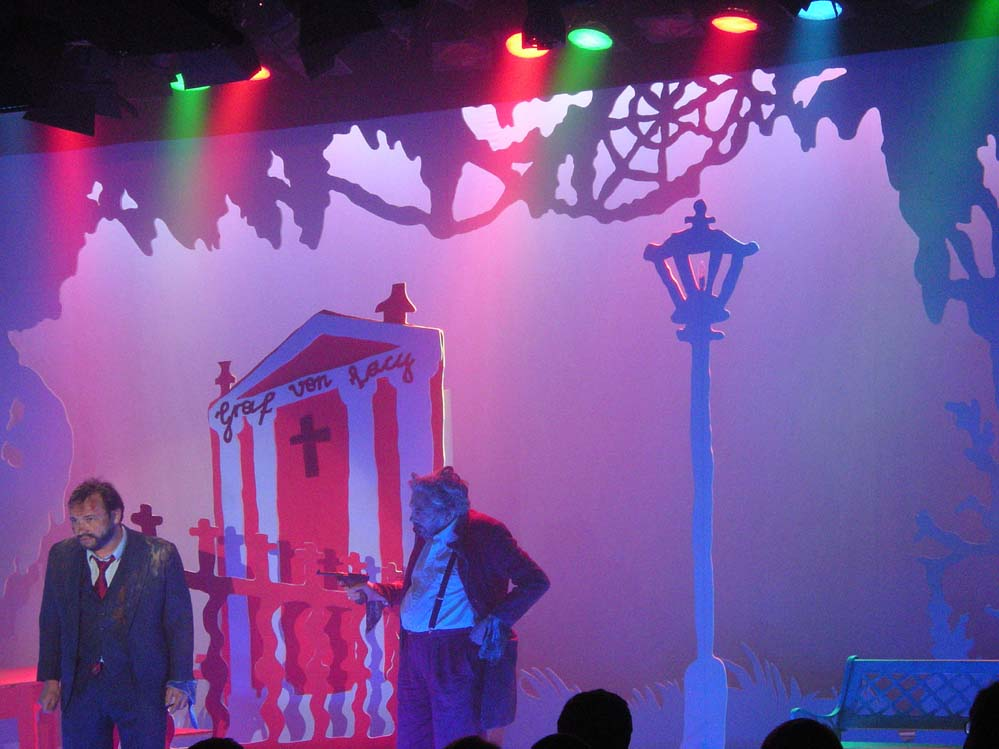
Ernst Moldens Häuserl am Oasch (2010)

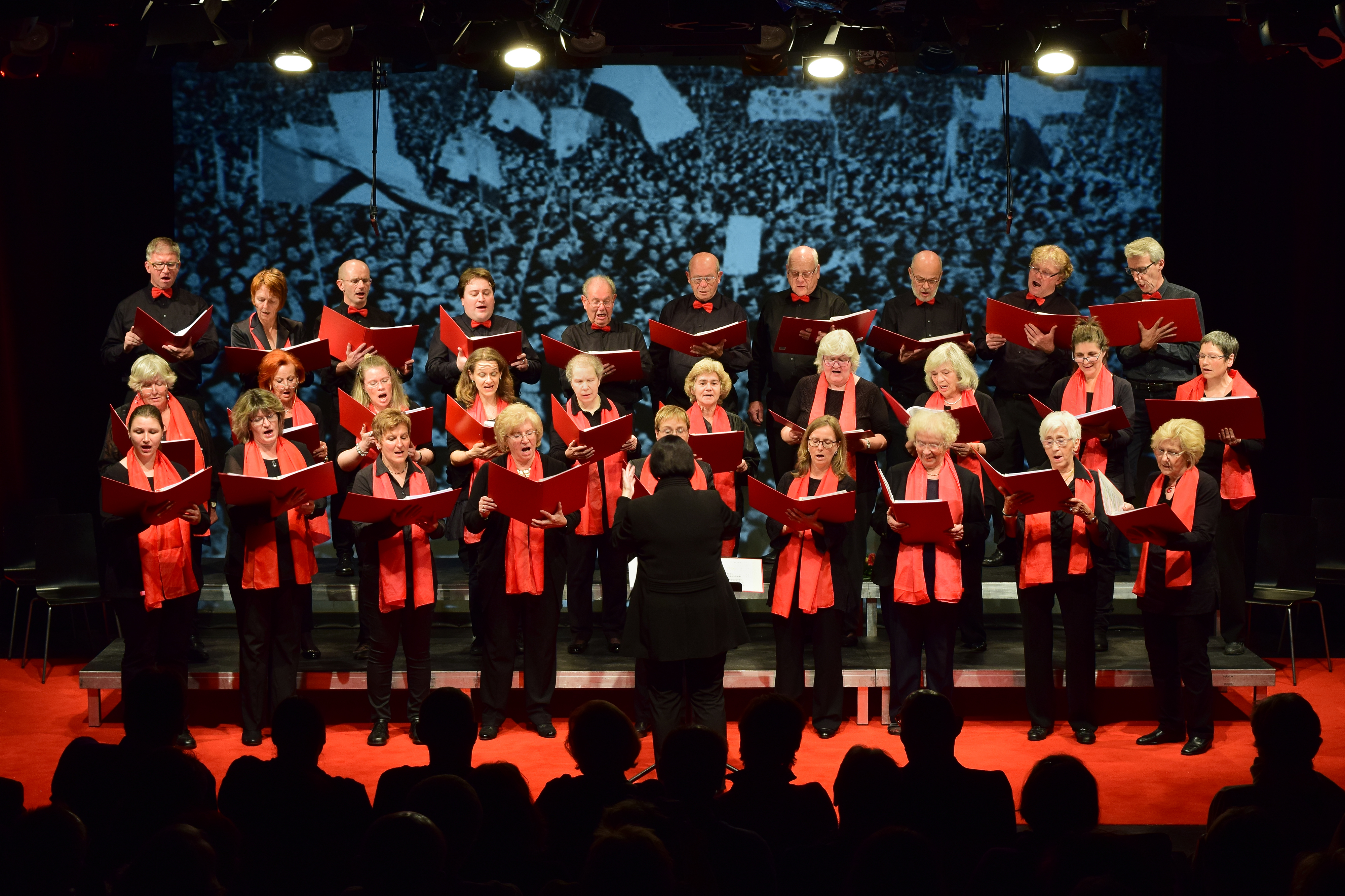
Wiener Arbeitersänger, Festkonzert anlässlich 125 Jahren ÖASB (2016)

Das Programm des Rabenhof Theaters ist vielfältig und beinhaltet eine große Anzahl an divergierenden und oft auch originären Theaterformen. 
„Der Bogen spannt sich von Literaturabenden, über Kindertheater, Schauspiel, Musical bis zur Barockoper. Internationale Literaturstars sind am Spielplan ebenso zu finden, wie die Stars der heimischen Theater-, Kabarett- und Film- & Fernsehszene. Ebenso haben im Gemeindebautheater auch „Newcomer“ ihre Chance erstmals breitere Publikumsschichten zu erreichen. Ein wesentliches Element ist die zeitgenössische Politsatire, die im Rabenhof in den vielfältigsten Ausprägungen gepflegt wird. Eine Reihe von nationalen, wie internationalen Nominierungen und Auszeichnungen zeugen von der künstlerischen Innovationskraft des Rabenhof Theaters.“
Das Theater ist als klassischer Repertoirebetrieb angelegt, der im Laufe der Jahre eine sehr heterogene Mischung an Vorstellungen entwickelte und umfasste.
Auf formaler Ebene lassen sich kaum Einschränkungen finden. Von der szenischen Lesung bis zum Puppentheater, vom Einpersonenstück bis hin zum Musical, die mannigfaltigen Zugangsweisen bei der Umsetzung von Bühnentexten sind in jedem Fall ein wesentliches Charakteristikum des Rabenhof Theaters.
Inhaltlich ist besonders der starke Bezug zu österreichischen Themen und Lebenswelten hervorzuheben. Viele Theaterstücke handeln von Geschichten, die in Österreich, meist sogar in Wien, verortet sind. Dabei handelt es sich um Orte mit einer typisch wienerischen Identität und Mentalität. In den Stücken ist der Wienerwald (Häuserl am Oasch) genauso Handlungsort wie der Gemeindebau (Iba de gaunz oamen Leit) oder der Friedhof der Namenlosen (Hafen Wien). Es sind konkrete Schauplätze mit hohem Wiedererkennungs-, Assoziations- und Zugehörigkeitswert – direkt aus dem Umfeld des Rezipienten. Es wird somit versucht, eine Nähe zum Publikum und dessen Lebenswelten zu generieren, Geschichten aus dem realen Leben und im Hinblick auf das lokale Umfeld zu erzählen.
Neben der Verortung der Stücke sind vor allem die agierenden Figuren wesentlicher Bestandteil der wienerischen Identität. Figuren und Berufsgruppen, die besonders mit Wien assoziiert werden, finden regelmäßig ihren Weg auf die Bühne des Rabenhofs. Grantige Hausmeister, unfreundliche Würstelstandbetreiber, lethargische Beamte und arbeitslose Alkoholiker, allesamt Vertreter einer Unter- und Mittelschicht. Exemplarisch hierfür lassen sich unter anderem die Produktionen Kottan ermittelt, Cordoba und Wunschkonzert nennen. Aber auch die zunehmende Prekarisierung des Mittelstandes ist in jüngerer Zeit Thema, wie bei dem Musiktheater Viel Gut essen von Sibylle Berg mit Kreisky.
Folgerichtig ist auch das wienerische Idiom in mehreren Facetten vertreten. Viele Produktionen des Rabenhof Theaters bedienen sich des Wiener Dialekts. Sprache ist somit ein weiteres wesentliches Element, das eine Nähe zum realen Umfeld der Rezipienten suggeriert und diese dadurch direkter anzusprechen versucht.
Eine weitere wesentliche thematische Konstante der Direktionszeit Thomas Gratzer ist die satirische Auseinandersetzung mit den politischen Zuständen der heutigen Zeit. Die österreichische Innenpolitik wird regelmäßig in unterschiedlichster Form und Weise thematisiert. Beispiele dafür sind die Politpuppen-Shows mit maschek (Bei Faymann, Bye, Bye, Österreich etc.) sowie viele unterschiedliche Showformate von und mit Florian Scheuba (Unschuldsvermutung, Freundschaft, Wir Staatskünstler etc.).
Ab 2017 wurde ein neuer inhaltlicher Schwerpunkt gesetzt – britisches zeitgenössisches Theater. Unter dem Titel Fringe@Rabenhof wurden drei ausgewählte Produktionen des Edinburgh Festival Fringe nach Wien eingeladen. The Frontier Trilogie von Jethro Compton, Am I Dead Yet? von Jon Spooner und Chris Thorpe sowie What Would Spock Do? von Jon Brittain.
Stefanie Sargnagels Theaterdebüt JA, EH! Beisl, Bier und Bachmannpreis 2017 im Wiener Rabenhof Theater, in der Inszenierung von Christina Tscharyiski, gewann den Publikumspreis beim Radikal Jung Festival und wurde zum Heidelberger Stückemarkt eingeladen. 2017 wurde JA, EH! für den Nestroy-Theaterpreis als Beste OFF-Produktion nominiert. Ihre Tätigkeit als Dramatikerin setzte sie mit Christina Tscharyiski im Rabenhof Theater 2022 mit HEIL. Eine energetische Reinigung und 2025 mit OPERNBALL. Walzer, Wein und Wohlstandsbauch fort.

## Auftretende Künstler und Autoren

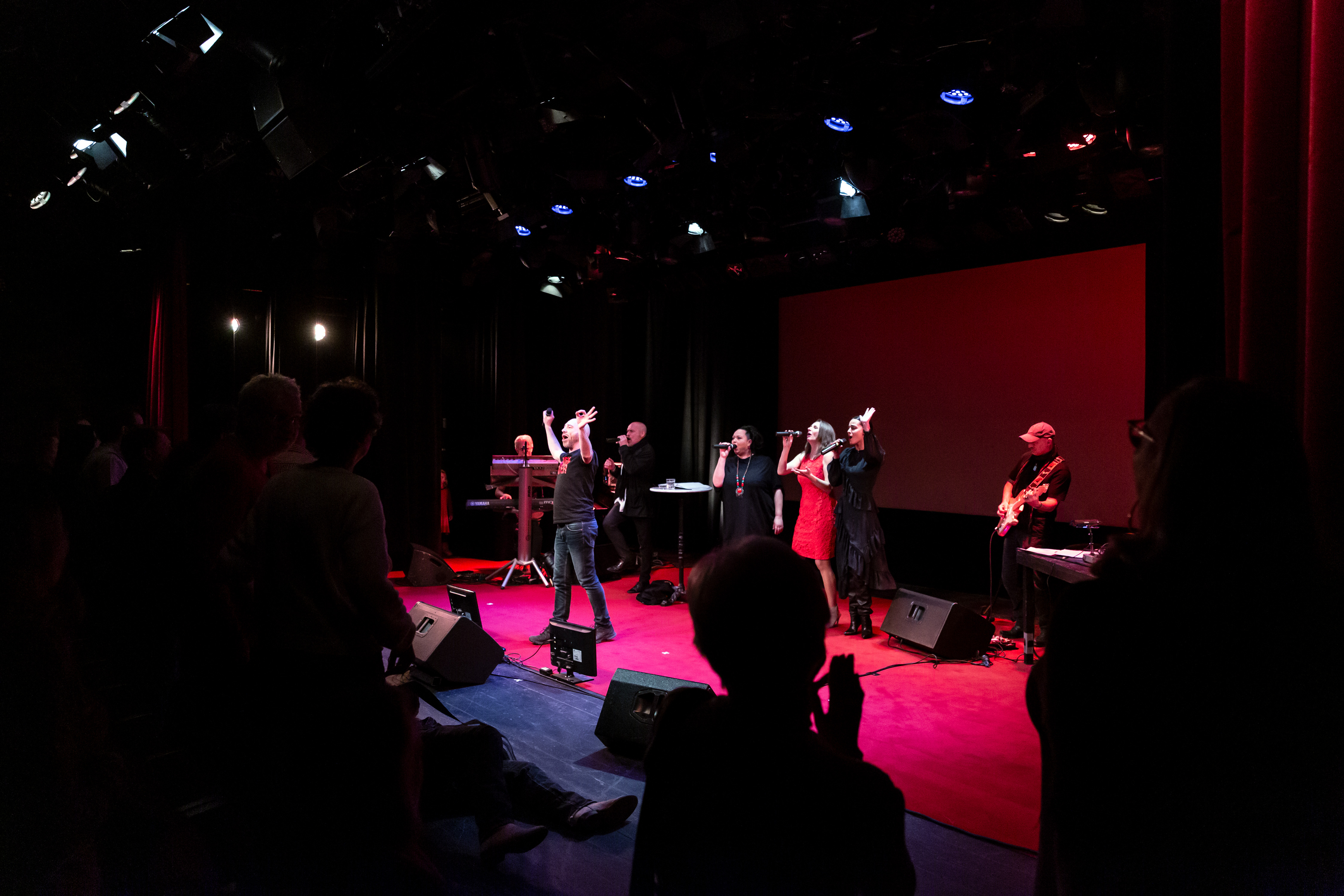
The Slow Club – Epilog (2019)

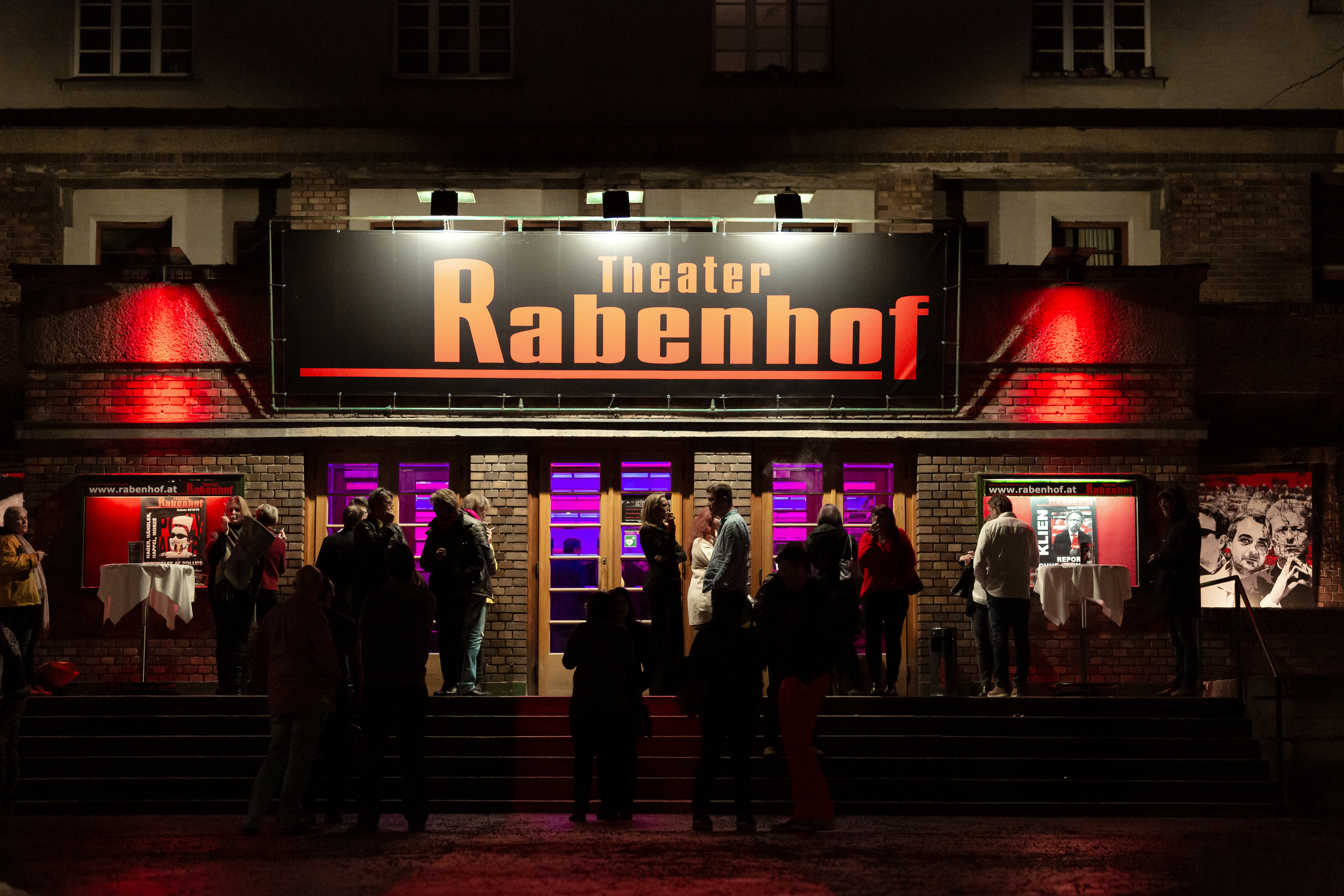
Rabenhof Theater (2019)

Die Liste der im Rabenhof auftretenden Personen umfasst viele bekannte Namen, die man aus der österreichischen und deutschsprachigen Unterhaltungsszene kennt. Stermann und Grissemann, Andreas Vitásek, Austrofred, Florian Scheuba und Robert Palfrader sind seit vielen Jahren ein fixer Bestandteil des Rabenhof-Programms.
Viele Künstler und Formationen wurden im Rabenhof entwickelt beziehungsweise hatten hier ihre ersten großen Auftritte (maschek., Science Busters, Wir Staatskünstler etc.).
Zudem umfassen die Besetzungslisten der einzelnen Produktionen auch viele Theater-, Film- und Fernsehschauspieler wie zum Beispiel Ursula Strauss, Manuel Rubey, Gregor Seberg, Heribert Sasse, Erwin Steinhauer, Eva Maria Marold, Adele Neuhauser, Ingrid Burkhard und vielen anderen, darunter auch der Kriminalbiologe Mark Benecke.
Hinzu kommen noch diverse Bands und Musiker, die sowohl bei Konzerten als auch in Theaterproduktionen aufgetreten sind, zum Beispiel Ernst Molden, GUSTAV, Wolfgang Schlögl, Rainer von Vielen, Rammelhof, Das trojanische Pferd und Voodoo Jürgens.
Unter dem Titel Literatursalon im Gemeindebau treten regelmäßig nationale sowie internationale Autoren im Rabenhof auf und lesen aus ihren aktuellen literarischen Werken. Die Palette der Literaten reicht von Nick Hornby über T.C. Boyle, Sven Regener, Max Goldt, Heinz Strunk, Sibylle Berg, Vea Kaiser, Thomas Glavinic bis zu Jonathan Franzen.
Seit 2004 findet hier auch der vom Radiosender FM4 jährlich mitveranstaltete Protestsongcontest statt.

## Auszeichnungen
- 2005: Nestroy-Theaterpreis/Beste Off-Produktion: Gesamte Spielzeit 2004/05 (speziell für Udo 77 von monochrom, The Great Television Swindle von maschek und Freundschaft von Erwin Steinhauer und Rupert Henning).
- 2007: Österreichischer Kabarettpreis für maschek. Beim Gusenbauer – Willkommen in der Sandkastenrepublik!
- 2017: Nestroy-Theaterpreis/Beste Off-Produktion: HOLODRIO. Lass mich Dein Drecksstück sein! nach André Heller, Inszenierung Thomas Gratzer.